# 11フィート8ブリッジ
ノーフォーク・サザン鉄道グレッグソン通り跨道橋（英：Norfolk Southern–Gregson Street Overpass）、通称11フィート8ブリッジ（英：11–foot–8 Bridge）は、アメリカ合衆国ノースカロライナ州ダーラムにある鉄道橋である。ダーラム駅の西およそ300メートルに位置する。
トラックやRV車など背の高い車両による事故が相次いでおり、屋根を損傷する様子からCan Opener Bridge（缶切り橋）とも呼ばれている。

## 概要
ノースカロライナ州が所有するノースカロライナ鉄道が管理している。別称の11フィート8ブリッジは、この橋の桁下高が11フィート8インチ（3.56メートル）であったことに由来する。高さ制限が厳しいが、橋を持ち上げるには周辺の踏切も立体交差させる必要がある。一方、道路の下4フィート（1.2メートル）には下水道があり、簡単には掘り下げることもできない。
橋が低いことを運転手に知らせるため、橋の手前には高さ制限のバーや警告灯などが設置されているが、それにも関わらず少なくとも平均で月に一度は事故が発生しているという。この橋の近くで働いているJürgen Henn氏は、事故を記録するためにビデオカメラを設置。2008年4月から延べ100回以上の事故映像を撮影してYouTubeなどに投稿した。動画は次第に地元テレビ局の注目を集め、ついには大手メディアに取り上げられるほど話題となった。

## 地元当局の対応

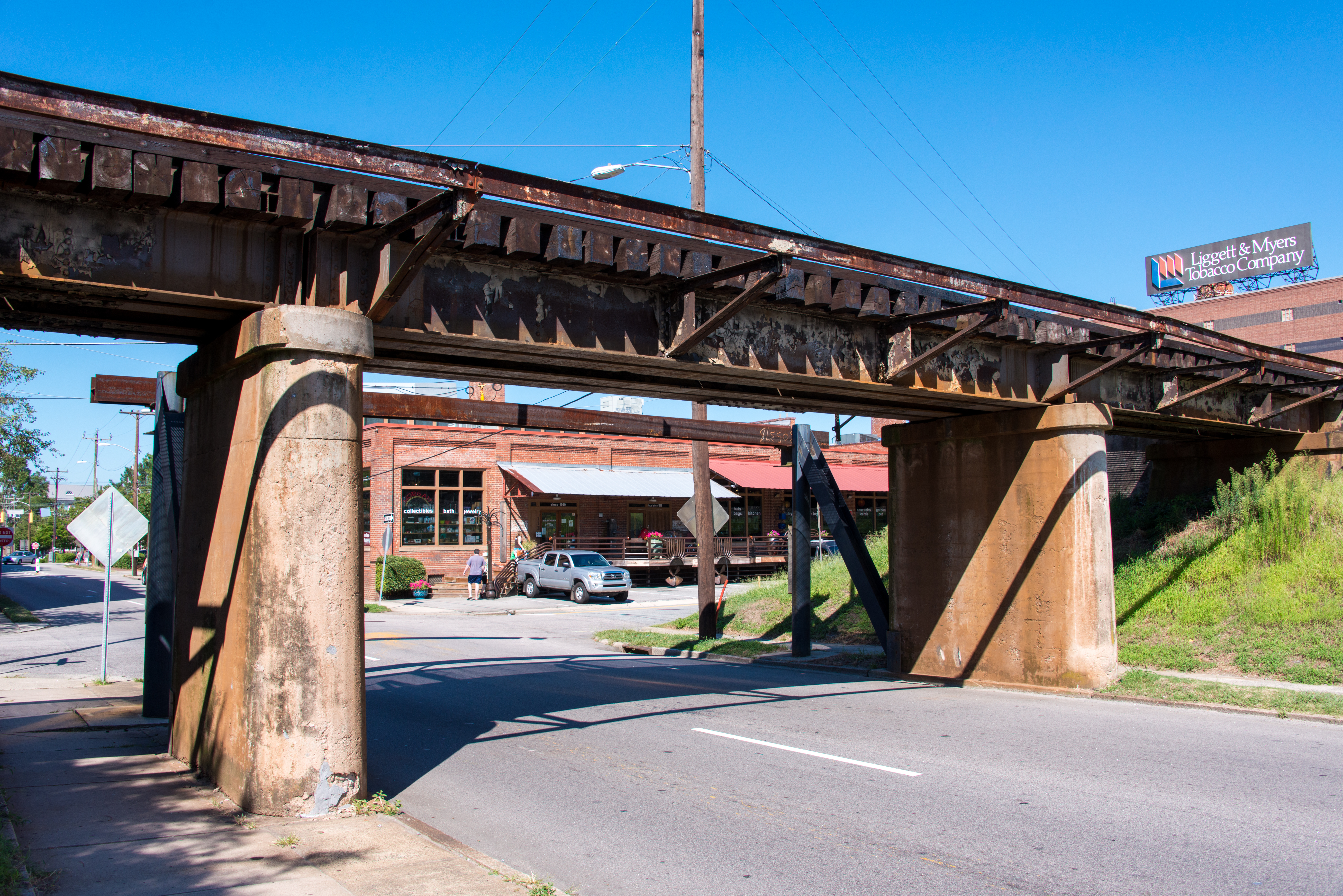
道路から橋を見上げた様子。橋を保護するためのH形鋼制限バーが設置され、背の高い車両による事故の衝撃を吸収している。道路は一方通行のため、バーは片側のみ設置されている。

橋の下の道路を管理するダーラム市の交通当局は、橋の1ブロック手前に車両の高さを検出する装置を設置し、制限を超える車両に黄色の点滅式警告灯で知らせるシステムを整備した。しかし、多くのドライバーが警告を無視して事故を起こしていた。
当局は事態の打開を図るため、2016年に新しい信号機を設置した。制限を上回る車両が交差点に近づくと信号が赤に変化し、電光掲示板に”OVERHEIGHT MUST TURN”と表示され、右左折を促す。ただし、ドライバーが曲がらなかったとしても信号は青に戻る。信号待ちの間にドライバーが警告に気付くことを期待して設置されたが、これ以降もバーに激突する事故は後を絶たない。

## 引き上げ工事
2019年10月、ノースカロライナ鉄道は事故を減らすためにこの鉄道橋の高さを引き上げる工事を行った。橋の桁下高は8インチ（20センチメートル）引き上げられ、12フィート4インチ（3.76メートル）となった。その22日後、トラックがボディの屋根を擦り一部破損した。

## ノースカロライナ州の車両の高さ制限
日本の車両制限令に相当する、ノースカロライナ州法典第20章第3節の第20-116条第c項において車両の高さ制限を定めている。これによれば「全ての自動車は、積載しているか否かに関わらず、13フィート6インチ(約4.11m)を超えてはならない」とある。但し同項には一般的な建築限界は全高12フィート6インチ(約3.81m)の車両までを想定していること、また「この高さを超える自動車によって建築物等が損傷した場合、その責任は所有者または運転者に帰する」とも明記されている。つまりノースカロライナ州では自由走行が可能な基本的制限は12フィート6インチであり、これを超える場合は経路確認等が必要で、13フィート6インチ以上は自由走行ができない。
11フィート8ブリッジはこれと比べると嵩上げ前は勿論のこと、嵩上げ後も通常車両制限の12フィート6インチに対し2インチ低い値であり、全高が自由走行制限ギリギリの大型車はやはり通行できない。